# Mihai Stănescu
Mihai Stănescu (n. 29 iulie 1939, Grădiștea, Ilfov, România – d. 14 aprilie 2018) a fost un caricaturist român.

## Biografie
A absolvit Colegiul Național Bogdan Petriceicu Hasdeu la Buzău, apoi, contrar sfatului mamei sale de a da la Medicină, a urmat la Iași al doilea liceu, cel de arte plastice, unde a fost înscris direct în anul II.
A absolvit Institutul de Arte Plastice „Nicolae Grigorescu” din București în 1966. 
După facultate a fost repartizat la Ministerul Turismului, unde a făcut grafică publicitară, de unde a demisionat după 6 ani. A revenit după un an și a mai lucrat alți șase ani. În 1978, a devenit liber-profesionist.
Pe lângă multitudinea de premii internaționale, obținute în anii 1970 și 1980, care i-au adus faima, a devenit celebru și datorită faptului că a fost singurul caricaturist român care, trăind la București, cu Securitatea pe urme, a criticat în mod deschis regimul dictatorial al lui Nicolae Ceaușescu.
În 1992, adaptându-se la economia de piață, și-a deschis un magazin lângă Sala Palatului, în încăperea relativ mică a unui fost debit de tutun. Magazinul, botezat „Erata”, a funcționat până în februarie 2016. Aici au fost vândute căni, cărți poștale, tricouri și sacoșe de pânză imprimate cu desenele sale, dar și albume de caricatură și desene originale ale artistului.  
Are o fiică, Daiana, pe care a fotografiat-o, în aceeași rochie, între vârstele de 6 și 29 de ani, aceasta fiind una dintre cele mai cunoscute idei ale lui. Expoziția „Daiana, la diferite vârste, fotografiată în aceeași rochie”, a fost vernisată în 2003, la salonul de carte Bookarest și reluată în 2004, la Galeriile Orizont din București.
Mihai Stănescu este autorul logo-ului „Bookarest”, sub care a funcționat, până în 2006, târgul de carte de vară de la București (în prezent, denumit „Bookfest”). O altă idee a sa, pe aceeași temă, este semnul de carte autocolant, adresat cititorilor leneși, care se împotmolesc și renunță la lectură. 
La 1 decembrie 2000, președintele României Emil Constantinescu (1996-2000) i-a acordat Ordinul Național „Steaua României” în grad de „Cavaler”, „dorind  a-i răsplăti meritele excepționale pentru realizări artistice și pentru promovarea culturii”. Artistul și-a ironizat decorația, desenând o caricatură în care este ilustrat purtând următorul dialog cu șeful statului: 
„- Domnu' președinte, concret, ce avantaje o să am? Voi primi pământ, spații comerciale, voi fi scutit de impozit? 
- Singurul avantaj e că, la moartea dumitale, o gardă de onoare va trage... 
- În mine?! 
- Nu. În aer!”. 

## Premii (parțial)
Este deținătorul medaliei de aur (locul 1) a concursului internațional de caricatură organizat de ziarul nipon „Yomiuri Shimbun”, ediția 1981 - una dintre cele mai mari competiții de caricatură din lume. Lucrarea cu care a câștigat, aliniată temei concursului din acel an, „Ziduri”, prezintă o mulțime de oameni înconjurată de un zid de cărămidă, întrerupt de o singură breșă. În fața breșei este o prăpastie. 
Stănescu a câștigat medalia de bronz în 1982, la același concurs, și pe cea de argint, în 1984. 
Între 1983 și 1986, a obținut medaliile de argint, bronz și, respectiv, o mențiune la salonul de caricatură din Amstelveen, Olanda.  

## Albume de caricatură publicate
- „Mihai Stănescu” - 1982, București.
- „Umor 50%” - 1985, București.
- „Rire en Roumanie” - 1988, Paris, Ed. Bernard Barrault.
- „C'est pas le moment” - 1989, Paris, Ed. Bernard Barrault.
- „Acum nu e momentul” - 1990, București.
- „Pe urmele mele” - 1999, București.
- „Manual de publicitate. Volumul II” - 2003, București.
- „Am intrat...” - 2006, București.
- „Cod portocaliu” - 2009, București.
- „Realizările guvernului Boc în perioada 2009 - 2010” - cca 2011, București.
- „La cererea clienților, am plecat în vacanță” - 2012, București.
- „Realizările Guvernului Ponta” - 2014, București.
- „De unde îți vin ideile, Mihai Stănescu?” - 2014, București.

## Distincții
- Ordinul național „Steaua României” în grad de Cavaler (1 decembrie 2000) „pentru realizări artistice remarcabile și pentru promovarea culturii, de Ziua Națională a României”[7]